# Chi Cheng (lekkoatletka)
Chi Cheng (pinyin Jì Zhèng, chin. upr. 纪政; chin. trad. 紀政; ur. 15 marca 1944 w Xinzhu na Tajwanie) – tajwańska lekkoatletka, rekordzistka świata i medalistka olimpijska.
Była wszechstronną lekkoatletką, choć największe sukcesy odnosiła w biegach płotkarskich i w biegach krótkich.
Startowała w wieku 16 lat w biegu na 80 metrów przez płotki na igrzyskach olimpijskich w 1960 w Rzymie, ale odpadła w przedbiegach. Na igrzyskach olimpijskich w 1964 w Tokio również odpadła w eliminacjach biegu na 80 metrów przez płotki oraz skoku w dal, zaś w pięcioboju zajęła 17. miejsce. Zwyciężyła w skoku w dal na igrzyskach azjatyckich w 1966 w Bangkoku.
Znaczący postęp sportowy osiągnęła podczas studiów na California State Polytechnic University w Pomonie. Na igrzyskach olimpijskich w 1968 w Meksyku zdobyła brązowy medal w biegu na 80 metrów przez płotki, przegrywając jedynie z Australijkami Maureen Caird i Pamelą Kilborn, a w finale biegu na 100 metrów zajęła 7. miejsce. Sztafeta 4 × 100 metrów z jej udziałem odpadła w eliminacjach.
Chi Cheng 12 lipca 1970 w Monachium ustanowiła dwa rekordy świata: najpierw przebiegła 200 metrów w czasie 22,4 s, a następnie 100 metrów przez płotki w 12,8 s (12,93 s). 18 lipca tego roku w Wiedniu wyrównała należący do Wyomii Tyus rekord świata w biegu na 100 metrów wynikiem 11,0 s. Zwyciężyła w biegu na 100 m na igrzyskach azjatyckich w 1970 w Bangkoku.
Zasiadała w Yuanie ustawodawczym (parlamencie Republiki Chińskiej) w latach 1980-1989. Od 2009 jest politycznym doradcą prezydenta Ma Ying-jeou.